# Convolvulus crenatifolius
Convolvulus crenatifolius es una especie fanerógama de la familia Convolvulaceae.

## Clasificación y descripción de la especie
Planta herbácea voluble o decumbente, muy ramificada; tallos de hasta 2 m de largo, glabros a tomentosos, especialmente en las extremidades; peciolo de 0.7 a 2.5(3) cm de largo, hoja elíptica, ovada u ovado-lanceolada, de 2.5 a 7(9) cm de largo, de 1 a 3.5(5) cm de ancho, ápice agudo; inflorescencias en forma de cimas subumbeliformes, flores (2)3 a 5(8), raras veces solitarias, pedúnculos de 2 a 8 cm de largo, pubescentes; sépalos subiguales, los exteriores elípticos, lanceolado-elípticos o raras veces obovados, de 6.5 a 9 mm de largo por 4 a 6 mm de ancho; corola campanulada a más o menos con forma de embudo (infundibuliforme), de (10)12 a 16(18) mm de largo, pentalobada, blanca, pilosa en la porción apical de los interpliegues; estambres de 7 a 12 mm de largo, filamentos glabros, anteras de 1.5 a 2 mm de largo; ovario ovoideo, estilo de (6.5)7 a 10 mm de largo, glabro, estigmas de alrededor de 2 mm de longitud; el fruto es una cápsula subglobosa, de (5.5)6.5 a 8 mm de diámetro, de color café-pajizo, con 4 semillas, elipsoideas, de 3.5 a 4.5 mm de largo, de 2 a 3 mm de ancho, negras, superficie algo verruculosa.

## Distribución de la especie
Es un elemento distribuido originalmente de Perú a Argentina y Chile, mientras que en el centro de México (a donde probablemente fue introducida) se le encuentra como ruderal en los estados de Guanajuato, Querétaro, Hidalgo, Jalisco, Michoacán, México, D.F.

## Ambiente terrestre
Especie que crece como ruderal a orilla de caminos, carreteras, vías de ferrocarril y baldíos, en las proximidades de algunos centros de población, en gradiente altitudinal que va de los 1250 a los 2150 m. Florece principalmente entre junio y septiembre, aunque es común encontrar plantas con flores a lo largo del año, cuando se les proporciona suficiente humedad.

## Estado de conservación
No se encuentra bajo ningún estatus de protección.